# Vorbis
Vorbis est un algorithme de compression et de décompression (codec) audio numérique, sans brevet, ouvert, libre et gratuit, plus performant sur le plan de la qualité et du taux de compression que le format MP3, mais moins populaire que ce dernier. Il est remplacé dans les nouvelles applications par le codec Opus.
Promu par la fondation Xiph.org, c'est un des composants de leur projet Ogg, qui a pour but de créer un ensemble de formats et codecs multimédia ouverts (son, vidéo) sans brevet.
Le format sonore Vorbis doit obligatoirement être encapsulé. Il l’est dans la majorité des cas dans le format Ogg, d’où l'appellation de Ogg Vorbis. Néanmoins, Vorbis et Ogg sont différents (l'un étant le contenu et l'autre le contenant, Matroska pouvant servir de contenant alternatif). Ogg Vorbis est donc le format audio Vorbis encapsulé dans le contenant Ogg.

## Principe de fonctionnement
Comme le MP3, Vorbis est un format de compression audio destructeur ou avec pertes, c'est-à-dire que le fichier compressé puis décompressé ne sera pas identique bit pour bit avec l'original. On peut le comparer au format JPEG pour les images, d'autant qu'il utilise des techniques similaires. Comme tous les formats de compression fondés sur ce principe, il est conçu pour que l'auditeur ne fasse pas la différence à l'écoute avec l'original, en exploitant les caractéristiques de la perception acoustique humaine, plus particulièrement en supprimant les fréquences présentes les moins audibles par rapport aux autres.
Les outils de codage exploités par le format Vorbis sont plus avancés que ceux qu'exploite le MP3, qui paie ici son ancienneté. Cela explique les performances supérieures du format, notamment pour les bas débits (inférieurs à 100 kbit/s). Toutefois, ces algorithmes plus performants induisent une complexité de traitement plus importante et donc un temps de compression généralement supérieur à un même fichier qu'on compresserait en MP3 sur une machine de même puissance.
À partir d'une source stéréophonique échantillonnée à 44,1 kHz en 16 bits (échantillonnage standard d'un CD audio), le codeur Vorbis produit des fichiers dont le débit de sortie varie entre 30 et 500 kbit/s, en fonction de la qualité de codage choisie et du type de musique. Vorbis utilise par défaut la compression VBR (Variable Bitrate, ou débit variable). Cela lui permet d'allouer plus d'informations pour compresser des passages difficiles (généralement, mais pas toujours, les passages difficiles à coder sont les passages très polyphoniques contenant beaucoup de fréquences aiguës, mais cela dépend aussi beaucoup du genre musical) et d'épargner de la place sur des passages moins exigeants (par exemple une entame de morceau où le batteur donne le tempo ou idéalement un silence numérique). Ainsi, c'est la qualité sonore qui est constante (en théorie) et non pas le débit de données, ce qui semble souhaitable dans tous les cas, sauf dans certains cas de streaming sur internet qui peut avoir des exigences de régularité du débit (CBR : Constant Bitrate, ou débit constant), exigences que Vorbis peut également respecter, à l'instar de la compression CBR par défaut de beaucoup d'encodeurs MP3.

## Détails techniques
| Qualité | Débit binaire              | Débit binaire             |
|         | Vorbis officiel (Xiph.org) | aoTuV beta 3 et supérieur |
| ------- | -------------------------- | ------------------------- |
| -q-2    | non disponible             | 32 kbit/s                 |
| -q-1    | 45 kbit/s                  | 48 kbit/s                 |
| -q0     | 64 kbit/s                  |                           |
| -q1     | 80 kbit/s                  |                           |
| -q2     | 96 kbit/s                  |                           |
| -q3     | 112 kbit/s                 |                           |
| -q4     | 128 kbit/s                 |                           |
| -q5     | 160 kbit/s                 |                           |
| -q6     | 192 kbit/s                 |                           |
| -q7     | 224 kbit/s                 |                           |
| -q8     | 256 kbit/s                 |                           |
| -q9     | 320 kbit/s                 |                           |
| -q10    | 500 kbit/s                 |                           |

À partir d'un flux audio stéréo échantillonné à 44,1 kHz (échantillonnage standard d'un CD audio), le codeur produit en sortie un flux à un débit de 45 à 500 kbit/s suivant la qualité choisie (cf. tableau). Le coefficient de qualité est une métrique arbitraire et peut varier de -1 à 10 (-2 à 10 pour aoTuV).
Les fichiers codés à la qualité 5 (-q5), par exemple, devraient avoir la même qualité sonore quelle que soit la version du codeur, mais les nouvelles versions doivent être capables d'atteindre cette qualité avec un débit binaire plus faible. Les débits binaires fournis dans le tableau le sont à titre indicatif puisqu'ils sont variables en mode VBR et peuvent donc changer considérablement d'un échantillon à l'autre.

## Copyrights et brevets
Comme tout le reste du projet Ogg, Vorbis est annoncé comme étant totalement exempt des problèmes de brevets ou de licences propriétaires. En effet, toute publication d'un procédé non breveté au préalable équivaut légalement à une mise dans le domaine public (car on ne peut breveter qu'un procédé n'ayant jamais été publié auparavant).
Les spécifications du projet sont placées dans le domaine public ; les bibliothèques sont diffusées sous une licence de type BSD et les utilitaires (qui comprennent, entre autres, le convertisseur oggenc et le lecteur en ligne de commande ogg123) sont diffusés sous licence GNU GPL.
Cependant, cet état de fait n'a pas encore été prouvé, de par la complexité ou les coûts qu'impliquerait une recherche exhaustive de brevets, antérieurs au format et lesquels couvriraient les algorithmes utilisés. Des suspicions planeraient sur la prétendue liberté du format, notamment depuis que la possible utilisation de techniques brevetées a été mise en avant. Cette controverse reste néanmoins sans objet pour une utilisation de ce format dans les parties du monde (par exemple l'Union Européenne) qui ne reconnaissent pas les brevets sur les œuvres dites « de l'esprit ».

## Diffusion du format
Vorbis est relativement récent, la version 1.0 étant disponible depuis le 19 juillet 2002. Sa popularité est par conséquent moindre que celle du MP3. Depuis sa sortie, le format connaît cependant une diffusion croissante. Cette popularité constitue un marché qu'exploitent désormais des éditeurs et des industriels. Ainsi, des logiciels populaires tels Winamp ou encore Nero supportent le format de manière native. L'industrie du jeu vidéo utilise également de plus en plus le Vorbis pour la compression sonore de ses productions, le rapport qualité/compression étant nettement supérieur à celui du MP3 et sa gratuité permettant également d'économiser le prix d'une licence d'utilisation d'un format propriétaire.
Au cours de l'année 2004 sont également apparus plusieurs baladeurs compatibles Vorbis, notamment de Cowon et Samsung. En 2008, ce sont les appareils de marque Archos qui deviennent compatible dans leur dernière génération via une mise à jour logicielle.
Les distributions GNU/Linux (comme Fedora, Debian ou Ubuntu...) utilisent généralement le format libre et gratuit Vorbis au lieu du MP3 (qui était soumis au brevet jusqu'à fin 2017).
Les versions mobiles et desktop de Spotify utilisent également l'Ogg Vorbis pour le téléchargement, la lecture, et le streaming de musique.
SteamOS utilise Opus ou Vorbis pour le streaming.

### Lecteurs logiciels
Vorbis peut être lu par les utilitaires suivants, entre autres :
- Amarok, lecteur audio multi plate-forme, et plus spécifiquement prévu pour KDE sous GNU/Linux ;
- Audacious, pour les systèmes Linux/Unix ;
- Banshee, lecteur audio multi plate-forme, plus spécifiquement prévu pour GNOME sous GNU/Linux ;
- Clementine, lecteur multi plate-forme ;
- Ctrmus, logiciel gratuit 3ds CFW ;
- Firefox 3.5, par l'intermédiaire de l'élément HTML 5 <audio> ;
- Foobar2000, graticiel pour Windows ;
- FStream, lecteur de webradio (pour Mac OS X) ;
- GSPlayer, graticiel pour Windows Mobile ;
- Helix player de RealNetworks;
- JetAudio de Cowon, graticiel pour Windows ;
- J-Ogg, programme 100 % Java ;
- JOrbis, programme 100 % Java, LGPL ;
- LCG Jukebox (Lonely Cat Games), lecteur pour appareils mobiles ;
- MPlayer, pour GNU/Linux, Windows et Mac OS X, GPL, en ligne de commande ;
- Media Player Classic, avec filtre FFDShow ou sans filtre ajouté (car inclus) dans sa version HomeCinema ;
- MusicBee, lecteur gratuit ;
- OggPlay, lecteur audio fonctionnant sur Symbian OS ;
- QuickTime, avec un codec disponible sur le site de Vorbis ;
- Rhythmbox, lecteur audio fonctionnant sur GNU/Linux et plus spécifiquement prévu pour GNOME ;
- Songbird, un lecteur audio libre et basé sur l'architecture XUL de Mozilla ;
- Spotify, sur Windows, Mac OS X, GNU/Linux et Android;
- Streamplug, lecteur audio/video intégrable dans une page internet (plugin) ;
- VLC media player, pour Windows, Mac OS X, GNU/Linux et autres UNIX, GPL ;
- Whamb, graticiel pour Mac OS X ;
- Winamp, graticiel pour Windows ;
- Windows Media Player, grâce aux codecs DirectShow ;
- Xine, lecteur audio/video multiplate-forme ;
- XMMS, pour les systèmes de type UNIX, GPL (anciennement X11amp) ;
- Zinf, pour GNU/Linux et Windows, GPL (anciennement FreeAmp).

### Lecteurs matériels
Un autre aspect important concernant la diffusion du format Vorbis est sa reconnaissance par les fabricants de lecteurs de musique numérique (« lecteurs MP3 ») portables. La page VorbisHardware du wiki Xiph.org contient une liste à jour des lecteurs supportant Vorbis tels que des lecteurs portables, des PDA et des microchips. Plusieurs modèles de Samsung, iRiver, Rio  ou Cowon, principalement des modèles haut de gamme, savent lire les fichiers en Vorbis, bien qu'avec parfois quelques restrictions de fréquences. Cependant, le lecteur le plus répandu, l'iPod d'Apple, ne propose pas cette fonctionnalité et Apple n'a rien déclaré à ce sujet. Il semblerait toutefois que les dernières versions d'iTunes aient une fonction de lecture de fichiers Vorbis, fonction désactivée par Apple. Il est cependant possible de contourner ce problème par la mise en place d'un firmware (iPodLinux ou Rockbox) sur son lecteur iPod. 
 Les appareils utilisant Android peuvent lire ce codec dans un conteneur OGG (toutes les versions) ou MKV (à partir de la version 4.0).
Radio France a commencé à diffuser ses stations en Vorbis, en raison des nombreuses critiques d'utilisateurs survenues en décembre 2002, quand Radio France a choisi d'arrêter sa diffusion en RealAudio pour utiliser à la place le format audio propriétaire de Microsoft, Windows Media Audio.
Pour des raisons encore inconnues et sans explications, Radio France semble avoir cessé cette diffusion durant l'été 2006.

## Ogg Tremor
Une mise en œuvre du décodeur Ogg Vorbis appelée « Ogg Tremor », utilisant des calculs en arithmétique entière (nécessitant moins de ressources processeur), elle aussi diffusée sous une licence de type BSD, est disponible depuis le 2 septembre 2002. Cette application a pour but de motiver les fabricants de matériel audio (baladeurs…) à prendre en charge le format dans les nouvelles versions et modèles de leurs produits. Les fabricants iRiver America (fabricant du populaire baladeur MP3/WMA) et ISM (fabricant français) fournissent pour certains de leurs produits des mises à jour du firmware les rendant compatibles avec le format Vorbis.

## Étymologie
Le nom Vorbis provient d'un personnage de Terry Pratchett, le diacre Vorbis, dans Les Petits Dieux.

## Comparaison avec d'autres codec
Vorbis étant un codec plus ancien qu'Opus, ce dernier a pu bénéficier d'améliorations. Du point de vue technique, Opus est supérieur par ses caractéristiques (compressions, débits, latence, etc.) et il peut remplacer à la fois Vorbis et Speex, ainsi que d'autres codecs propriétaires tels que mp3 ou aac.